# Fort Boyard (jeu vidéo, 2019)
Pour les articles homonymes, voir Fort Boyard.
Fort Boyard est un jeu vidéo français de type party game, adapté du jeu télévisé Fort Boyard, développé par Appeal Studio et édité par Microïds, sorti le 27 juin 2019 sur Windows, macOS, Xbox One, PlayStation 4 et Nintendo Switch.
Une nouvelle version du jeu est sortie en juin 2020 avec des épreuves supplémentaires.

## Système de jeu
Le jeu contient deux principaux modes : le mode « Aventure » et le mode « Boyard Party ».
Le mode « Aventure » suit le déroulement du jeu télévisé et est divisé en plusieurs phases :
- La quête des clés, où le but est de récupérer en cinq épreuves les quatre clés qui ouvrent la grille d'entrée de la salle du trésor
- Le jugement, qui permet de récupérer les clés manquantes
- La quête des indices, où le but est de récupérer en quatre épreuves les mots-indices qui permettent de déduire le mot-code qui libère le trésor
- Le conseil pour déterminer le temps à passer en salle du trésor ou libérer les prisonniers ayant perdu leur défi au jugement
- La salle du trésor avec la réflexion du mot-code et la récupération du trésor

Neuf épreuves, tirées de la saison 2018 de l'émission, sont disponibles pour la quête des clés et des indices : Boyardodrome, Car Wars, Caserne, Double faucheuse, Excalibur, Megagaf, Momie, Rodéo Dino et Safari. Un seul défi est proposé au jugement, celui du Stop Chute, et un seul duel est proposé au conseil, celui de l'Awalé.
La version 2020 propose cinq épreuves supplémentaires, deux duels dans la cage, quatre défis du jugement et deux duels du conseil, qui permettent de varier les jeux d'une partie à l'autre.
Le mode « Boyard Party » est une sorte de jeu de l'oie, à la manière des Mario Party, où le but est de faire deux tours de plateau en lançant chacun son tour le dé et en suivant les actions indiquées sur les différentes cases. Certaines cases peuvent faire jouer aux épreuves du mode « Aventure ».
Toutes les épreuves peuvent être rejouées séparément en mode « Entrainement ».

## Accueil
Le jeu reçoit globalement de très mauvaises critiques, se voyant notamment reprocher son faible nombre d'épreuves disponibles, sa faible durée de vie, ses graphismes, la jouabilité de certaines épreuves et le manque d'intérêt du mode « Boyard Party ».
Plusieurs vidéastes, tels que Savun ou le Joueur du Grenier, ont réalisé des vidéos humoristiques sur ce jeu. Savun se moque notamment de la vignette « recommandé par Olivier Minne » présente sur la jacquette du jeu. Ils notent tous deux la très mauvaise maniabilité de l'épreuve Megagaf ainsi que les graphismes jugés datés.[réf. nécessaire]
La version 2020 est pointée du doigt pour forcer à racheter le jeu pour du simple contenu additionnel.